# Naoki Yamada
Naoki Yamada (山田 直輝, Yamada Naoki) est un footballeur japonais né le 4 juillet 1990 dans la préfecture de Saitama au Japon.